# Bankra
Bankra là một thị trấn thống kê (census town) của quận Haora thuộc bang Tây Bengal, Ấn Độ.

## Địa lý
Bankra có vị trí 22°38′B 88°18′Đ / 22,63°B 88,3°Đ Nó có độ cao trung bình là 8 mét (26 foot).

## Nhân khẩu
Theo điều tra dân số năm 2001 của Ấn Độ, Bankra có dân số 48.403 người. Phái nam chiếm 52% tổng số dân và phái nữ chiếm 48%. Bankra có tỷ lệ 57% biết đọc biết viết, thấp hơn tỷ lệ trung bình toàn quốc là 59,5%: tỷ lệ cho phái nam là 61%, và tỷ lệ cho phái nữ là 53%. Tại Bankra, 15% dân số nhỏ hơn 6 tuổi.